# Robert Hancock
Robert Hancock, född 9 januari 1912 i Helsingfors, död 1993 i Mariehamn, Åland, var en finlandssvensk målare och keramiker.

## Biografi
Robert Hancock föddes i Helsingfors i Finland. Han var son till kontoristen Osborne Hancock (1882–?) och Rose-Marie Tigerstedt (1887–?), samt dotterson till Severin Tigerstedt. Han var gift tre gånger,  åren 1938–1942 med grafikern Göta Pettersson, 1943–1958 med litografen Gunborg Westling (1912–2024) samt från 1963 till sin död 1993 med Anna Karin Kjersell. 
Hancock studerade på Konstakademien i Finland 1930–1935 och vid Académie Libre i Stockholm 1947–1948 samt för Fernand Léger och André Lhote i Paris 1948-1949 och under studieresor till Italien, England och Danmark. Separat ställde han ut första gången på Galleri Brinken i Stockholm 1951, sedan på Konsthallen i Falun 1952 och tillsammans med Carl-Einar Borgström ställde han ut i Norrköping 1954. Han medverkade i utställningar med Sveriges allmänna konstförening och ett flertal gånger i Stockholm International Art Fair. Bland hans offentliga arbeten märks altartavlan till Finska sjömanskyrkan i Amsterdam och en monumentalmålning på ungdomsföreningens lokal i Abrahamsberg i Stockholm. 
Hans måleri består av stilleben, porträtt, landskap och figurmotiv. Från mitten av femtiotalet till slutet av sjuttiotalet hade hans konstutövning sin tyngdpunkt i keramiken, som han lärt sig som lärling hos sin morbror skulptören Gregori Tigerstedt. 
Hancock var bosatt i Bromma i Stockholm 1943–1963 och flyttade sedan till Eckerö på Åland där han gjorde sig känd för sitt keramiska konsthantverk. Hans skulptur ”Sjuryggen” har kallats den åländska dalahästen.  
Hancock är representerad vid Ålands konstmuseum, Mariehamns stad, Alandia-bolagen,[källa behövs] Ålands Ömsesidiga Försäkringsbolag[källa behövs] samt i Anders Wiklöfs konstsamling på Andersudde.